# Dominick Browne
Dominick Geoffrey Edward Browne (21 octobre 1901 - 7 août 2002), est un pair et homme politique britannique.

## Biographie
Il est né dans une famille aristocratique anglo-irlandaise sous le nom de Dominick Geoffrey Edward Browne en 1901, le fils aîné du 3e baron Oranmore et Browne et de Lady Olwen Verena Ponsonby, fille d'Edward Ponsonby (8e comte de Bessborough). Il fait ses études au Collège d'Eton et Christ Church, à Oxford, avant de rejoindre les Grenadier Guards, servant en 1921-1922 comme sous-lieutenant .
En 1927, il succède à son père et prend son siège à la Chambre des lords tant que baron Mereworth, titre dans la pairie du Royaume-Uni (l'ancienne baronnie d'Oranmore et Browne, dans la pairie d'Irlande, ne donne pas à son titulaire le droit de un siège dans les Lords), bien qu'il ait principalement utilisé son titre irlandais. Il siège à la Chambre des lords pendant 72 ans, la plus longue durée de tous les pairs jusqu'à ce moment-là, et pendant ce temps, il est l'un des rares pairs à ne jamais avoir parlé à la Chambre.
En 1930, la résidence anglaise de la famille Browne, Mereworth Castle, est vendue et il part vivre dans sa résidence irlandaise, Castle MacGarrett, juste à l'extérieur de Claremorris dans le comté de Mayo. Castle MacGarrett, ses 3 000 acres (1 214,056926 ha) et 150 employés lui ont donné la chance d'élever des chevaux de course et de cultiver à grande échelle. Lord Oranmore et Browne est également un aviateur.
En 1939, il souhaite rejoindre l'armée britannique, mais on lui a dit qu'à 38 ans, il serait plus utile de se concentrer sur l'agriculture; en conséquence, son service de guerre a lieu en Irlande neutre avec la force de réserve irlandaise, la Local Defence Force, dans le comté de Mayo.
Au début des années 1950, le château est acquis par la Commission foncière irlandaise du gouvernement irlandais et transformé en maison de retraite. Lord Oranmore et Browne est allé vivre à Londres.

## Vie privée
Lord Oranmore et Browne s'est marié trois fois :
- En 1925, à Mildred Helen Egerton (15 novembre 1903 - 1980 [2]), fille de Thomas Henry Frederick Egerton des comtes d'Ellesmere et lady Bertha Anson des comtes de Lichfield (mariage dissous en 1936). Enfants issus de ce mariage:
  - Patricia Helen Browne (née le 16 février 1926-1981)
  - Brigid Verena Browne (25 décembre 1927 - 3 janvier 1941)
  - Dominick Geoffrey Thomas Browne (né le 1er juillet 1929), succède à son père en tant que 5e baron Oranmore et Browne mais connu sous le nom de Lord Mereworth
  - Martin Michael Dominick Browne (27 octobre 1931 - 14 juin 2013)
  - Judith Browne (née le 23 septembre 1934)
- En 1936, à Oonagh Guinness (22 février 1910 - 2 août 1995), fille d'Arthur Ernest Guinness et héritière de la fortune de la brasserie Guinness (mariage dissous en 1950). Enfants issus de ce mariage:
  - Garech Browne (25 juin 1939-10 mars 2018)
  - Un fils sans nom (28 décembre 1943 - 30 décembre 1943)
  - Tara Browne (en) (4 mars 1945 - 18 décembre 1966), tué dans un accident de voiture
- En 1951, à Constance Stevens (14 février 1915 - 24 septembre 2006), une actrice sous le nom de scène Sally Gray (en), célèbre pour ses rôles sur scène et dans divers films des années 30 et 40.

Lord Oranmore et Browne est décédé à Londres le 7 août 2002 à l'âge de 100 ans.